# برومن
برومن (به هلندی: Brummen) یک شهرستان در هلند است که در خلدرلاند واقع شده‌است. برومن ۱۰ متر بالاتر از سطح دریا واقع شده‌است.